# Berlin: Sinfonie einer Großstadt
Berlin: Sinfonie einer Großstadt ist ein Schwarz-Weiß-Film, der 2002 nach dem Drehbuch und unter der Regie von Thomas Schadt gedreht wurde und eine Reverenz an Walter Ruttmanns legendären Dokumentarfilm Berlin – Die Sinfonie der Großstadt von 1927 ist. Er hat eine Länge von 77 Minuten.
Der dokumentarische Film beschreibt einen Tag in der Großstadt Berlin und orientiert sich dabei am 1927 von Walter Ruttmann gedrehten Schwarz-Weiß-Stummfilm Berlin – Die Sinfonie der Großstadt, der ebenfalls, musikalisch untermalt, einen Tag der Großstadt Berlin schildert. Wie bei Ruttmann orientiert sich auch Schadts Film an der Spannungskurve einer Symphonie, die hier allerdings viel flacher ausfällt. Die Aufbruchsstimmung und Hektik der 1920er Jahre, die den Rhythmus des Vorgängers dominieren sind weitgehend einer gewissen Melancholie gewichen. Der Film interpretiert Ruttmanns Ansatz neu und zeigt die Brüche und Wunden, die Berlin infolge des Krieges und der darauffolgenden Jahre gesellschaftlich wie im Stadtbild erlitten hat.